# Афрофранцузы
Чернокожие Франции, также называемые черными французами, или французскими чернокожими, — французские граждане, имеющие происхождение или предков из чернокожих или стран Африки к югу от Сахары (включая Мадагаскар), меланезийцев или индийцев. По некоторым оценкам, в 21 веке они будут составлять от 2,5 % до 7,5 % населения Франции (включая заморскую Францию).
Однако отсутствие юридического определения того, что означает «быть чёрным» во Франции, широкая распространённость антиметисационных законов на протяжении нескольких столетий, большое разнообразие чернокожего населения (африканское, карибское, индийское или меланезийское), а также юридический запрет на сбор данных об этнической принадлежности в переписях населения Франции делают эту социальную единицу чрезвычайно трудной для идентификации, в отличие от некоторых стран, таких как Соединенное Королевство и Соединенные Штаты.